# Jeanne Doré
Jeanne Doré è un film del 1938 diretto da Mario Bonnard.

## Trama
Jacques Dorè ha una relazione con Fanny una donna sposata. Quando lei si trova in difficoltà economiche la vuole aiutare chiedendo un prestito ad un ricco borghese che oltre a rifiutargli il denaro offende la donna. Jacques lo uccide e al processo viene condannato alla deportazione. Vorrebbe rivedere Fanny per un'ultima volta ma la donna per paura dello scandalo rifiuta. Sarà Jeanne, madre di Jacques a presentarsi nel parlatorio come la donna amata promettendo al ragazzo di non dimenticarlo mai.